# 牧野村坂站
牧野村坂站（日语：／ Makinomurasaka eki */?）是位於大阪府北河内郡牧野村（現時：枚方市牧野阪一丁目），京阪電氣鐵道京阪本線的臨時鐵路車站]]（廢站）。此站是為了皇家列車而設。

## 歷史
- 1910年（明治43年）
  - 9月30日：為了皇家列車而開設此站[1]。
  - 10月1日：此站被廢除[1]。

## 車站周邊
- 京阪電氣鐵道（京阪）京阪本線牧野站
- 京都府道·大阪府道13號京都守口線（日语：京都府道・大阪府道13号京都守口線）
- 穗谷川（日语：穂谷川）

## 相鄰車站
京阪電氣鐵道
京阪本線
枚方東口－牧野村坂－牧野
此站與枚方東口站（現時：枚方市站）之間的御殿山站在此站營業時還未啟用。 ※1929年（昭和4年）5月25日啟用。

## 注腳
1. 1 2 3  《日本鐵道旅行地圖帳》10號「大阪」（新潮社、2009年。 ISBN 9784107900289）30頁左下方

## 相關項目
- 日本鐵路車站列表 Ma